# Фісташка
Фіста́шка (Pistacia) — рід невеликих дерев та кущів родини анакадієвих (Anacardiaceae), поширений в природі на Канарських островах, Північно-західній Африці, Південній Європі, Центральній та Східній Азії, Північній Америці (Мексика, південь США). Зазвичай ці рослини досягають 5-15 м заввишки. Листя чергується, перисто-складне, може бути як вічнозеленим, так і листопадним, залежно від виду. Фісташка справжня (P. vera) широко вирощується заради своїх їстівних плодів — фісташок.
Фісташка росте на сіроземах, на гірничо-степових коричневих ґрунтах, на обривах і схилах. Світлолюбна, посухостійка, кальцефіл — віддає перевагу ґрунту, який багатий кальцієм, який вона активно засвоює. Може витримати температуру до -25 °C.
Скрізь фісташки ростуть одиничними екземплярами, іноді утворюючи рідкостійні фісташкові ліси. Середземноморські види фісташки є неодмінною складовою частиною маквисів. На листі часто розвиваються галли (бузгунча).
Цвіте фісташка в квітні, іноді у березні. Плоди дозрівають у вересні-листопаді.

## Види
| Образ | Наукова назва           | Розподіл |
| ----- | ----------------------- | --- |
|       | Pistacia aethiopica     | Ефіопія, Кенія, Сомалі, Танзанія, Уганда та Ємен                                                                    |
|       | Pistacia atlantica      | Євразія від Іранського плоскогір'я до Північої Африки                                                               |
|       | Pistacia chinensis      | Центральний і західний Китай                                                                                        |
|       | Pistacia cucphuongensis | В'єтнам |
|       | Pistacia eurycarpa      | Гори Загрос, Ірак                                                                                                   |
|       | Pistacia falcata        | Північно-східна тропічна Африка, Аравійський півострів                                                              |
|       | Pistacia khinjuk        | Єгипет, західна Азія та частина Гімалаїв                                                                            |
|       | Pistacia integerrima    | Азія |
|       | Pistacia lentiscus      | Середземноморський басейн                                                                                           |
|       | Pistacia malayana       | Півострівна Малайзія                                                                                                |
|       | Pistacia mexicana       | Гватемала, Мексика і Техас                                                                                          |
|       | Pistacia×saportae       | Європа |
|       | Pistacia terebinthus    | Марокко та Португалія до Греції, західна та південно-східна Туреччина та регіон Леванту (особливо Ізраїль та Сирія) |
|       | Pistacia vera           | Центральна Азія та Близький Схід                                                                                    |
|       | Pistacia weinmannifolia | Юньнаньська провінція Китаю                                                                                         |